# Hillenbrand Inc.
Hillenbrand ist ein US-amerikanischer Mischkonzern. Den Anfang des Unternehmens markiert die Übernahme des Sargherstellers Batesville Casket Company in Batesville durch John A. Hillenbrand 1906. Durch die Gründung von Hill-Rom durch John Hillenbrands Sohn William A. Hillenbrand 1929 erfuhr das Unternehmen eine Erweiterung in die Richtung der Medizintechnik. Im Jahr 1971 ging das Unternehmen Hillenbrand Industries an die Börse. Durch eine spätere Aufspaltung des Unternehmens wurde Hill-Rom von der neuen Hillenbrand Inc. mit dem Sarghersteller Batesville als Tochter getrennt. Hillenbrand Inc. ist heute eine Holdinggesellschaft für mehrere Unternehmen des Maschinenbaus, darunter seit 2012 auch die deutsche Coperion. Im November 2019 wurde die Übernahme des Maschinenbauers Milacron abgeschlossen.
Bis heute zählt Hillenbrand mit der Marke Batesville, die 2017 35 % zum gesamten Konzernumsatz zusteuerte, zu den größten Herstellern von Särgen in den Vereinigten Staaten.